# Róka-hegyi kőfejtő 6. sz. barlangja
A Róka-hegyi kőfejtő 6. sz. barlangja a Duna–Ipoly Nemzeti Parkban lévő Budai Tájvédelmi Körzetben, Budapest III. kerületében található egyik barlang.

## Leírás
A Pilis hegység egyik legdélkeletibb hegyének, a Róka-hegynek egyik, már nem művelt (konglomerátum) kőfejtőjében, természetvédelmi területen, a kőfejtő D-i szegletében, a kőfejtő talpszintje felett kb. 15 m-re nyílik a barlang bejárata. A barlang engedély és barlangjáró alapfelszerelés nélkül, csak világítóeszköz használatával megtekinthető.
A barlang eocén mészkőben freatikus körülmények között jött létre. A kb. 2 m hosszú, bejárati folyosó bevezet a barlang végpontját alkotó gömbfülkébe. A folyosó jobb oldalán egy barittelér húzódik végig.
Előfordul a barlang az irodalmában Baritteléres-barlang (Sásdi 1997) és Róka-hegyi kőfejtő Baritteléres-barlang neveken is. Ezeket a neveket a barlangban megfigyelhető barittelér miatt kapta.

## Kutatástörténet
Kőbányászat következtében tárult fel a barlang. Az 1973-ban napvilágot látott Budapest lexikonban meg van említve, hogy a Róka-hegy tetején és oldalain működő vagy félbehagyott kőfejtők mélyedéseiből két kis (hévizes eredetű) akna, illetve néhány kis mesterséges üreg nyílik. Az 1984-ben kiadott, Magyarország barlangjai című könyv országos barlanglistájában nem szerepel a barlang neve. A barlangot 1997. március 22-én Sásdi László és Kovács Richárd mérték fel, majd Sásdi László a felmérés alapján megszerkesztette a Baritteléres-barlang (Róka-hegyi kőfejtő) alaprajz térképét. A térképen 1:100 méretarányban van bemutatva a barlang.